# Bulbophyllum orezii
Bulbophyllum orezii é uma espécie de orquídea (família Orchidaceae) pertencente ao gênero Bulbophyllum. Foi descrita por Sath Kumar em 2004.